# 清緬戦争
清緬戦争（しんめんせんそう、中国語: 淸緬戰爭、ビルマ語:တရုတ် - မြန်မာ စစ်ပွဲများ）は、コンバウン王朝ミャンマー王国と清との間で行われた戦争で、乾隆帝の十全武功の一つでもある。

## 背景
ビルマ族のコンバウン王朝の勃興により、アヴァから追い出されたシャン族の一部土侯は清国とミャンマーの国境（明確ではなかった）や雲南に逃れ、ミャンマーに対して盗賊行為を行ったり、奪われた領土を取り戻そうと清政府の支援を求めていた。ミャンマー側もこうした清帝国側の動向に脅威を感じ牽制行動を繰り返していた。

## 清軍の侵攻
ある時ミャンマー北東部のチャイントンに住んでいた清国人とミャンマー人が酒によって喧嘩騒ぎを起こし、清国人が殺される事件が起きた。清国人を殺したミャンマー人は、ミャンマー当局が処刑したが、雲南省の知事は犯人の引き渡しを要求してきた。これをチャイントンに対して清国の宗主権を認めさせようと要求とみなしたミャンマー側は要求を拒否した。そこで清国軍はそれを口実にし、1765年に大軍をチャイントンに侵攻させた。だがチャイントンの土侯は雲南の派遣軍を追い払い、遅れてやってきたシンビューシン王の軍隊とともに、敗走する清軍をメコン川まで追撃し、敵の将軍を打ち取った。こうして一回目の侵攻は清軍の敗北に終わった。

## 2回目の侵攻
清軍は狙いをチャイントンからミャンマー北東部のバーモに変えて2回目の侵攻を開始した。ミャンマー王シンビューシンは強大な清軍との正面衝突を避け、バーモに兵力を置かず、バーモのすぐ南の、カウントン（現在のカチン州バーモ県バーモ町の集落）に兵力を置いた、このため清軍はバーモを簡単に占領した。数日後シンビューシンはカウントンの部隊を増強すべく新たに軍勢を派遣した、さらに、雲南省からの新たな援軍に備えるため、
もう一つの軍勢はイラワディ川に沿って北上させた。清軍はカウントンのミャンマー軍が増強されていると見て、全軍をカウントン目指して出撃させた。ミャンマー側の援軍はイラワディ川を北上中に、清国軍がバーモをもぬけの空にして出撃した事を知り、急行してバーモを奪還した。こうして清国軍はバーモとカウントンのミャンマー軍から挟撃される形となり、甚大な損失を出して退却した。さらに退却する途中ミッチーナに集結していたミャンマー軍からも攻撃されほぼ全滅に近い大敗を喫した。大勝したミャンマー軍は逆に雲南に攻め込み8つのシャン族土侯を占領した。

## 3回目の侵攻
清国は乾隆帝の義理の息子である明瑞を将軍とし、1767年再びミャンマーに攻め込んだ、清国軍はまず囮の部隊をバーモに送り出し敵の注意をひきつけ、清国軍主力ははセンウィとシパウというシャン族の土地を占領し、センウィと雲南の間に兵站を築き、アヴァに主力を送り込んだ。シンビューシンはバーモの囮部隊に引っかかり、最強の部隊をバーモに派遣してしまった。アヴァ方面に清軍の主力が迫っていると聞いたシンビューシンは第一別働部隊を清軍の主力に立ち向かわせ、第二別働部隊を清軍の背後に回らせ補給路を分断させようとした。だが清国軍主力とぶつかった部隊は敗北して総崩れになってしまい、補給路を攻撃した部隊も清軍に阻まれて後退した。清国主力軍はアヴァ北のシングーを占領した、シンビューシンは第三別同部隊をシングー奪還のために新たな派遣軍を送り、シングー前面に布陣させた。この間、センウィの近郊では、第二別同部隊が清軍と再戦して勝利をおさめ、清国軍の補給路を分断し、さらにセンウィを奪還する事に成功した。補給路を分断された事を知った清軍主力はシングーから撤退を開始したが、まずシングー前面に展開していたミャンマー軍の追撃を受け、さらにセンウィを奪還したミャンマー軍からも攻撃を受けた。清軍主力はバーモの囮部隊に援護を要請したが、この囮部隊はカウントン攻撃に失敗し、すでに敗退してしまっていた。こうして清国軍はシングーとセンウィのミャンマー軍から挟撃を受け、さらにカウントンから出撃してきたミャンマー軍からも追い打ちをかけられ、またしてもほぼ全滅に近い損害を受けた。将軍の明瑞はなんとか雲南まで逃げ切ったが、敗戦を恥じて自害してしまった。

## 4回目の侵攻
1769年、清国軍は6万の軍勢を三つに分け、ミャンマーに再度攻め込んだ。第一軍はイラワディ川西岸を南下し、第二軍は東岸を南下する。第三軍はバーモを襲撃させようとした。だがイラワディ川を南下していた部隊はミャンマー軍が接近している事を知ると南下を止め、バーモ攻略部隊に合流し、バーモを占領した。さらに清国軍はバーモとカウントンの中間に堅牢な城砦を築かせて、一部隊を駐屯させ、残りの部隊のうちの第一軍は何百席もの船にのりこんで、川からカウントンを砲撃した。
第二軍はカウントンを陸路から攻撃した。シンビューシンはアヴァから艦隊を送り出し、清国軍の舟艇を攻撃させた。この艦隊は清国軍の舟艇を多数撃沈し、川からの砲撃を鎮静化して勝利をおさめた。さらにミャンマー軍はカウントンとアヴァの中間にある清国軍の城砦に攻撃を加え、これを攻め落とした。こうして、陸上からカウントンを攻めていた清国軍は包囲される形となってしまった。ここで、清国軍の将軍に皇帝から、「ミャンマー軍との戦争を終結する事にした。ただちに雲南に撤退すべし」との緊急命令が届けられた。この命令に従い、清国軍からミャンマー側へ講和の使者が送られた。ミャンマー軍の将兵の間では申し入れを一蹴しろという意見が多数だったが、ミャンマーの軍の将軍マハティハトゥラは「ここで和平を結ばなければ清国はまた攻め込んでくる」とし、王であるシンビューシンの許可も得ず、独断で和平を結んでしまった。

## 結果
ミャンマーは清帝国の侵攻をすべて撃退したが、北方の清国軍への対応に追われている間にトンブリー王朝の独立を許してしまった。清国はミャンマーが朝貢国になったと見なし、勝利宣言を行った。この戦争は乾隆帝の十全武功の一つに数えられている。